# Список депутатов Парламента Молдовы III созыва (1998—2001)
Список депутатов Парламента Республики Молдова III созыва, избранных на парламентских выборах 22 марта 1998 и действовавших до досрочных парламентских выборов 25 февраля 2001.

## Резюме
Парламентские выборы, состоявшиеся 22 марта 1998 года, стали вторыми выборами после провозглашения независимости Республики Молдова. В выборах приняли участие 82 конкурента: 6 избирательных блоков, 9 партий или общественно-политических движений и 67 независимых кандидатов (к концу кампании их осталось 60). Явка избирателей составила 69,12%, а депутатские мандаты распределились следующим образом: Партия коммунистов Республики Молдова — 40 мандатов, Избирательный блок «Демократическая конвенция Молдовы» — 26, Избирательный блок «За демократическую и процветающую Молдову» — 24 и Партия демократических сил Молдовы — 11.
Парламент этого созыва не смог избрать Президента страны, поэтому и был распущен, а досрочные выборы были назначены на 25 февраля 2001.

## Парламентские фракции
- Структура Парламента к началу созыва:

| 40   | 26    | 24    | 11   |  |
| ПКРМ | ИбДКМ | ИбДПМ | ПДСМ |  |

- Структура Парламента к концу созыва:

| 40   | 21                 | 17    | 14    | 9    |  |
| ПКРМ | неприсоединившиеся | ИбДПМ | ИбДКМ | ПДСМ |  |

## Список депутатов
| №   | Фамилия, Имя         | Место жительства                | Год рождения | Партия | Профессия, деятельность |
| 1   | Владимир Воронин     | Кишинёв                         | 1941         | ПКРМ   | инженер-экономист, политолог, юрист, депутат парламента Республики Молдова, председатель Партии коммунистов Республики Молдова                                                                         |
| 2   | Василий Иовв         | Кишинёв                         | 1942         | ПКРМ   | инженер-технолог, доктор экономических наук, министр транспорта и дорожного хозяйства Республики Молдова                                                                                               |
| 3   | Андрей Негуца        | Хынчешты                        | 1952         | ПКРМ   | химик, политолог, секретарь ЦК ПКРМ |
| 4   | Георгий Антон        | Страшены                        | 1937         | ПКРМ   | зоотехник, генеральный директор совместного предприятия «Start-Pens» |
| 5   | Дмитрий Прижмиряну   | Кишинёв                         | 1951         | ПКРМ   | педагог, экономист-организатор, депутат парламента Республики Молдова |
| 6   | Василий Карафизи     | Чадыр-Лунга, Гагаузия           | 1941         | ПКРМ   | инженер-электрик, диспетчер электрических сетей Чадыр-Лунга |
| 7   | Виктор Чекан         | Кишинёв                         | 1955         | ПКРМ   | юрист, депутат парламента Республики Молдова |
| 8   | Владимир Доронин     | Кишинёв                         | 1941         | ПКРМ   | инженер-механик, заместитель директора института «Аквапроект» |
| 9   | Аркадий Пасечник     | Кишинёв                         | 1942         | ПКРМ   | инженер-электрик, корреспондент газеты «Правда» |
| 10  | Виктор Сорочан       | Бельцы                          | 1942         | ПКРМ   | экономист, вице-примар муниципия Бельцы |
| 11  | Дмитрий Тодорогло    | Кишинёв                         | 1944         | ПКРМ   | агроном, депутат парламента Республики Молдова |
| 12  | Виктор Андрушчак     | Кишинёв                         | 1934         | ПКРМ   | историк, доктор исторических наук, учёный секретарь Института национальных меньшинств Академии наук Республики Молдова                                                                                 |
| 13  | Александр Жданов     | Кишинёв                         | 1932         | ПКРМ   | агроном, депутат парламента Республики Молдова |
| 14  | Ион Гуцу             | Окница                          | 1947         | ПКРМ   | профессор истории и социальных наук, председатель Окницкого районного исполнительного комитета |
| 15  | Виктория Новик       | Кишинёв                         | 1952         | ПКРМ   | техник-технолог, экономист, председатель-директор АО «Сперанца», председатель Союза женщин Республики Молдова                                                                                          |
| 16  | Вадим Мишин          | Кишинёв                         | 1945         | ПКРМ   | юрист, начальник департамента транспортной полиции министерства внутренних дел Республики Молдова |
| 17  | Виктор Степанюк      | с. Костешты, Яловенский район   | 1958         | ПКРМ   | педагог, доктор исторических наук, депутат парламента Республики Молдова |
| 18  | Михаил Русу          | Кишинёв                         | 1941         | ПКРМ   | технолог-хлебопекарь, агроном, политолог, депутат парламента Республики Молдова |
| 19  | Пётр Шошев           | Кишинёв                         | 1953         | ПКРМ   | юрист, председатель правления фонда помощи правоохранительным органам «Стабильность» |
| 20  | Юлиан Магаляс        | Дрокия                          | 1942         | ПКРМ   | историк, политолог, вице-председатель Совета Дрокиевского района |
| 21  | Василий Стати        | Кишинёв                         | 1939         | ПКРМ   | профессор молдавского языка и литературы, доктор исторических наук, председатель Республиканского совета движения «Pro-Moldova», депутат парламента Республики Молдова                                 |
| 22  | Ион Филимон          | с. Нападены, Унгенский район    | 1955         | ПКРМ   | агроном, директор совхоза «Нападены», примар села Нападены |
| 23  | Семён Драган         | Кишинёв                         | 1953         | ПКРМ   | инженер-конструктор, депутат парламента Республики Молдова |
| 24  | Валериан Кристя      | Кишинёв                         | 1950         | ПКРМ   | инженер-энергетик, вице-президент Федерации профсоюзов Республики Молдова |
| 25  | Иван Калин           | Кишинёв                         | 1935         | ПКРМ   | агроном, доктор экономических наук, политический деятель |
| 26  | Георгий Мадан        | Кишинёв                         | 1938         | ПКРМ   | филолог, консультант комитета по культуре, науке, образованию и СМИ Парламента Республики Молдова |
| 27  | Евгения Остапчук     | Кишинёв                         | 1947         | ПКРМ   | инженер-технолог, заместитель директора Ассоциации «Логос» |
| 28  | Владимир Царанов     | Кишинёв                         | 1932         | ПКРМ   | историк, доктор исторических наук, член-корреспондент Академии наук Республики Молдова, главный научный сотрудник Института истории Академии наук Республики Молдова                                   |
| 29  | Мария Постойко       | Кишинёв                         | 1950         | ПКРМ   | юрист, судья Экономического суда Республики Молдова |
| 30  | Виктор Злачевский    | Кишинёв                         | 1944         | ПКРМ   | профессор географии и биологии, депутат парламента Республики Молдова |
| 31  | Юрий Стойков         | Калараш                         | 1955         | ПКРМ   | инженер-механик, первый секретарь Каларашского райкома ПКРМ |
| 32  | Людмила Боргула      | Кишинёв                         | 1940         | ПКРМ   | инженер-технолог, секретарь ЦК ПКРМ |
| 33  | Борис Кожухари       | Кишинёв                         | 1944         | ПКРМ   | финансист, временно безработный |
| 34  | Илья Стамат          | Комрат, Гагаузия                | 1954         | ПКРМ   | юрист, начальник Управления внутренних дел Гагаузии |
| 35  | Эдуард Баблюк        | Кишинёв                         | 1968         | ПКРМ   | техник-электрик, механик-электрик кишинёвского участка Железной дороги Молдовы |
| 36  | Василий Пентелей     | Кишинёв                         | 1947         | ПКРМ   | агроном-экономист, первый заместитель директора Департамента статистики Республики Молдова |
| 37  | Виктор Чобану        | Кишинёв                         | 1956         | ПКРМ   | экономист, доктор социологических наук, директор Института экономических исследований Академии наук Республики Молдова                                                                                 |
| 38  | Яков Тимчук          | Кишинёв                         | 1954         | ПКРМ   | инженер-электроник, директор совместного предприятия «Conți» |
| 39  | Илья Ванча           | с. Новая Сарата, Леовский район | 1949         | ПКРМ   | профессор истории и социологии, генеральный директор государственного образования Леовского района |
| 40  | Валентин Драган      | Бричаны                         | 1952         | ПКРМ   | инженер-механик, политолог, директор ОАО «ИТА-9» |
| 41  | Мирча Снегур         | Кишинёв                         | 1940         | ИбДКМ  | агроном, доктор сельскохозяйственных наук, Президент Республики Молдова (1990—1997), председатель Партии возрождения и согласия Молдовы                                                                |
| 42  | Юрий Рошка           | Кишинёв                         | 1961         | ИбДКМ  | журналист, президент Христианско-демократического народного фронта, депутат парламента Республики Молдова                                                                                              |
| 43  | Николай Андроник     | Кишинёв                         | 1959         | ИбДКМ  | юрист, депутат парламента Республики Молдова |
| 44  | Валентин Долганюк    | Кишинёв                         | 1957         | ИбДКМ  | инженер, председатель Крестьянского картеля «Георгий Победоносец», депутат парламента Республики Молдова                                                                                               |
| 45  | Евгений Русу         | Кишинёв                         | 1952         | ИбДКМ  | юрист, депутат парламента Республики Молдова |
| 46  | Сергей Буркэ         | Кишинёв                         | 1961         | ИбДКМ  | филолог, исполнительный председатель Христианско-демократического народного фронта |
| 47  | Василий Унту         | Каушаны                         | 1949         | ИбДКМ  | профессор математики и физики, вице-председатель Каушанского районного исполнительного комитета |
| 48  | Ион Нягу             | Кишинёв                         | 1953         | ИбДКМ  | инженер-гидромелиоратор, вице-председатель Крестьянского картеля «Георгий Победоносец», депутат парламента Республики Молдова                                                                          |
| 49  | Иван Дедю            | Кишинёв                         | 1934         | ИбДКМ  | эколог, биолог, доктор биологических наук, академик, председатель Экологической партии Молдовы «Зелёный Альянс», депутат парламента Республики Молдова                                                 |
| 50  | Алла Мындыкану       | Кишинёв                         | 1954         | ИбДКМ  | филолог, журналист, председатель Демократическо-христианской лиги женщин Молдовы, депутат парламента Республики Молдова                                                                                |
| 51  | Илья Унтилэ          | Кишинёв                         | 1935         | ИбДКМ  | биолог, академик-координатор Академии наук Республики Молдова |
| 52  | Владимир Реус        | Кишинёв                         | 1949         | ИбДКМ  | инженер-строитель, председатель Христианско-демократической крестьянской партии |
| 53  | Тудор Лефтер         | Теленешты                       | 1949         | ИбДКМ  | агроном, председатель Теленештского районного исполнительного комитета |
| 54  | Евгений Гырлэ        | Кишинёв                         | 1953         | ИбДКМ  | экономист-информатик, депутат парламента Республики Молдова |
| 55  | Владимир Чобану      | Криуляны                        | 1953         | ИбДКМ  | инженер-механик, председатель Криулянского районного исполнительного комитета |
| 56  | Влад Кубряков        | Кишинёв                         | 1965         | ИбДКМ  | журналист, депутат парламента Республики Молдова |
| 57  | Андрей Стрымбяну     | Кишинёв                         | 1934         | ИбДКМ  | писатель, публицист |
| 58  | Сергей Мокану        | Кишинёв                         | 1961         | ИбДКМ  | педагог, редактор периодического издания «Страна» |
| 59  | Алеку Реницэ         | Кишинёв                         | 1954         | ИбДКМ  | журналист, председатель Экологического движения Молдовы, главный редактор журнала «Natura» |
| 60  | Екатерина Мардарович | Кишинёв                         | 1956         | ИбДКМ  | математик, инженер-программист ООО «Imco» |
| 61  | Александр Лазэр      | с. Манта, Кагульский район      | 1959         | ИбДКМ  | техник-механик, председатель Ассоциации крестьянских хозяйств села Манта |
| 62  | Павел Продан         | с. Избиште, Криулянский район   | 1952         | ИбДКМ  | инженер-механик, президент Ассоциации крестьянских хозяйств «Мэсэрэу» села Избиште |
| 63  | Ион Унгуряну         | Кишинёв                         | 1959         | ИбДКМ  | юрист, депутат парламента Республики Молдова |
| 64  | Михай Чимпой         | Кишинёв                         | 1942         | ИбДКМ  | писатель, академик, председатель Союза писателей Молдовы |
| 65  | Михай Чорич          | Ниспорены                       | 1946         | ИбДКМ  | инженер-технолог, директор филиала BCA «Victoriabanc» |
| 66  | Штефан Секэряну      | Кишинёв                         | 1959         | ИбДКМ  | журналист, главный редактор периодического издания «Страна» |
| 67  | Дмитрий Дьяков       | Кишинёв                         | 1952         | ИбДПМ  | журналист, председатель движения «За демократическую и процветающую Молдову», депутат парламента Республики Молдова                                                                                    |
| 68  | Евгений Гладун       | Кишинёв                         | 1936         | ИбДПМ  | врач, академик, директор Института научных исследований в области охраны здоровья матери и ребёнка |
| 69  | Ион Стурза           | Кишинёв                         | 1960         | ИбДПМ  | экономист, председатель совета директоров АО «Инком», председатель наблюдательного совета БК «Fincombanc»                                                                                              |
| 70  | Валерий Муравский    | Кишинёв                         | 1949         | ИбДПМ  | экономист, президент Ассоциации банков Республики Молдова |
| 71  | Владимир Солонарь    | Кишинёв                         | 1959         | ИбДПМ  | педагог, кандидат исторических наук, депутат парламента Республики Молдова, председатель Гражданской партии Молдовы                                                                                    |
| 72  | Георгий Марин        | Кишинёв                         | 1947         | ИбДПМ  | агроном, доктор сельскохозяйственных наук, депутат парламента Республики Молдова |
| 73  | Георгий Дука         | Кишинёв                         | 1952         | ИбДПМ  | химик, академик, директор Центра исследований экологической прикладной химии Молдавского государственного университета                                                                                 |
| 74  | Дмитрий Палади       | с. Бумбэта, Унгенский район     | 1952         | ИбДПМ  | агроном, президент сельскохозяйственного кооператива «Тиника» |
| 75  | Илья Цуркан          | Кишинёв                         | 1947         | ИбДПМ  | инженер, генеральный директор Железной дороги Молдовы |
| 76  | Елена Бурка          | Кишинёв                         | 1953         | ИбДПМ  | инженер-технолог, главный редактор газеты «Курьер сотрудничества», председатель неправительственной организации «Женщина в защиту ребёнка»                                                             |
| 77  | Михаил Камерзан      | Кишинёв                         | 1952         | ИбДПМ  | педагог, генеральный директор АО «Moldova-Tur», председатель кишинёвского отделения движения «За демократическую и процветающую Молдову»                                                               |
| 78  | Михай Чебан          | Кишинёв                         | 1964         | ИбДПМ  | инженер, президент Союза ветеранов войны в Афганистане Республики Молдова |
| 79  | Михаил Петраке       | Кишинёв                         | 1958         | ИбДПМ  | юрист, советник Президента Республики Молдова |
| 80  | Григорий Еремей      | Кишинёв                         | 1935         | ИбДПМ  | агроном, кандидат философских наук, посол Республики Молдова в Румынии |
| 81  | Валерий Плешка       | Кишинёв                         | 1958         | ИбДПМ  | юрист, генеральный директор АО «Glorie V&A», председатель общественно-политического движения «Force Noua»                                                                                              |
| 82  | Ион Морей            | Бельцы                          | 1955         | ИбДПМ  | юрист, прокурор муниципия Бельцы |
| 83  | Дмитрий Кройтор      | Кишинёв                         | 1959         | ИбДПМ  | инженер-программист, директор департамента внешних связей министерства экономики и реформ Республики Молдова                                                                                           |
| 84  | Александр Муравский  | Кишинёв                         | 1950         | ИбДПМ  | экономист, кандидат экономических наук, вице-председатель Комиссии по экономике, промышленности и приватизации, депутат парламента Республики Молдова                                                  |
| 85  | Валерий Гума         | Кишинёв                         | 1964         | ИбДПМ  | инженер-экономист, президент Страховой компании «AFES-M» |
| 86  | Евгений Штирбу       | Кишинёв                         | 1945         | ИбДПМ  | педагог, политолог, начальник управления кадровой политики при Правительстве Республики Молдова, первый вице-председатель Республиканского совета движения «За демократическую и процветающую Молдову» |
| 87  | Алексей Тулбуре      | Кишинёв                         | 1966         | ИбДПМ  | историк, начальник Управления внешних связей Парламента Республики Молдова |
| 88  | Михай Кукош          | с. Изворы, Сынжерейский район   | 1957         | ИбДПМ  | агроном, президент сельскохозяйственного кооператива «Semincierul» |
| 89  | Алексей Силоч        | Каушаны                         | 1950         | ИбДПМ  | инженер-механик, президент АО «Семена-Агро» |
| 90  | Анатолий Чобану      | Кишинёв                         | 1954         | ИбДПМ  | юрист, доктор юридических наук, генеральный директор АО «Floral Documenz Centre» |
| 91  | Валерий Матей        | Кишинёв                         | 1959         | ПДСМ   | историк, писатель, депутат парламента Республики Молдова |
| 92  | Василий Недельчук    | Кишинёв                         | 1948         | ПДСМ   | инженер, доктор технических наук, депутат парламента Республики Молдова |
| 93  | Александр Мошану     | Кишинёв                         | 1932         | ПДСМ   | историк, доктор исторических наук, депутат парламента Республики Молдова |
| 94  | Николай Дабижа       | Кишинёв                         | 1948         | ПДСМ   | филолог, писатель, главный редактор газеты «Литература и искусство» |
| 95  | Илие Илашку          | —                               | 1952         | ПДСМ   | экономист, политический заключённый в Приднестровской Молдавской Республике |
| 96  | Василий Шоймару      | Кишинёв                         | 1949         | ПДСМ   | экономист, доктор экономических наук, консультант Парламента Республики Молдова |
| 97  | Виталия Павличенко   | Кишинёв                         | 1953         | ПДСМ   | филолог, доктор филологических наук, главный редактор газеты «Mesagerul» |
| 98  | Олег Стратулат       | Кишинёв                         | 1957         | ПДСМ   | экономист, доктор экономических наук, депутат парламента Республики Молдова |
| 99  | Анна Бежан           | Сороки                          | 1948         | ПДСМ   | директор сорокского лицея «Константин Стере» |
| 100 | Ион Рэзлог           | Оргеев                          | 1947         | ПДСМ   | медик, врач-психиатр психиатрической больницы № 2 села Курки |
| 101 | Валерий Гилецкий     | Бельцы                          | 1960         | ПДСМ   | инженер, заведующий Кишинёвским педагогическим теологическим колледжем |

## Изменения в депутатском корпусе
- Евгений Гладун (ИбДПМ) → отставка в связи с назначением министром здравоохранения Республики Молдова, мандат передан Григорию Сырбу[2][3]
- Михаил Петраке (ИбДПМ) → отставка в связи с назначением советником Президента Республики Молдова по правовым вопросам, отношениям с Парламентом и правовыми институтами, мандат передан Дмитрию Пулбере[3]
- Ион Стурза (ИбДПМ) → отставка в связи с назначением вице-премьер-министром и министром экономики и реформ Республики Молдова, мандат передан Леониду Захарии[2][3]
- Дмитрий Кройтор (ИбДПМ) → отставка в связи с назначением вице-министром иностранных дел Республики Молдова, мандат передан Илье Тромбицкому[4][5][6]
- Илья Цуркан (ИбДПМ) → отставка в связи с назначением генеральным директором государственного предприятия Железная дорога Молдовы, мандат передан Василию Спинею[7][8][9]
- Александр Муравский (ИбДПМ) → отставка в связи с назначением вице-премьер-министром и министром экономики и реформ Республики Молдова, мандат передан Валерию Табунщику[10][11][12]
- Ион Гуцу (ПКРМ) → отставка в связи с назначением председателем Окницкого районного исполнительного комитета, мандат передан Василию Нейковчену[3][13]
- Ион Филимон (ПКРМ) → отставка в связи с назначением председателем Совета Унгенского уезда, мандат передан Леониду Блику[14]
- Виктор Сорочан (ПКРМ) → отставка в связи с назначением заведующим отделом Главного финансового управления Белецкого уезда, мандат передан Петру Силивестру[15]
- Юлиан Магаляс (ПКРМ) → отставка в связи с продолжением полномочий председателя Государственной компании «Телерадио-Молдова», мандат передан Иосифу Кетрару[16][17]
- Василий Пентелей (ПКРМ) → отставка в связи с назначением председателем Счётной палаты Республики Молдова, мандат передан Анатолию Стынгачу[17][18]
- Николай Андроник (ИбДКМ) → отставка в связи с назначением вице-премьер-министром Республики Молдова по вопросам права, мандат передан Василию Котунэ[5][6]
- Валентин Долганюк (ИбДКМ) → отставка в связи с назначением вице-премьер-министром Республики Молдова по вопросам промышленной политики, мандат передан Дмитрию Осипову[5][6]
- Илья Унтилэ (ИбДКМ) → прекращение полномочий в связи со смертью, мандат передан Виктору Жосулу[19]
- Олег Стратулат (ПДСМ) → отставка в связи с назначением вице-премьер-министром по вопросам социальной политики и науки, мандат передан Георгию Стрэйстяну[2][3]
- Анна Бежан (ПДСМ) → отставка в связи с назначением префектом Сорокского уезда, мандат передан Анатолию Дубровскому[20][21][22]
- Илие Илашку (ПДСМ) → отставка в связи с избранием сенатором Румынии, мандат передан Григорию Маноле[23][24]

## Новые депутаты
| №  | Фамилия, Имя        | Место жительства                         | Год рождения | Партия | Деятельность |
| 1  | Григорий Сырбу      | Криуляны                                 | 1959         | ИбДПМ  | агроном, президент Центра производства и торговли «CriulAgrCom»                                                           |
| 2  | Дмитрий Пулбере     | Калараш                                  | 1952         | ИбДПМ  | юрист, прокурор Каларашского района                                                                                       |
| 3  | Леонид Захария      | Дондюшаны                                | 1942         | ИбДПМ  | врач, главный врач Дондюшанской районной больницы                                                                         |
| 4  | Илья Тромбицкий     | Кишинёв                                  | 1954         | ИбДПМ  | биолог, доктор биологических наук, депутат парламента Республики Молдова                                                  |
| 5  | Василий Спиней      | Кишинёв                                  | 1948         | ИбДПМ  | журналист, главный редактор газеты «Dialog»                                                                               |
| 6  | Валерий Табунщик    | с. Капланы, Штефан-Водский район         | 1958         | ИбДПМ  | педагог, примар села Капланы                                                                                              |
| 7  | Василий Нейковчен   | с. Кирсово, Гагаузия                     | 1960         | ПКРМ   | профессор географии и биологии, первый секретарь Комратского комитета ПКРМ                                                |
| 8  | Леонид Блик         | Кишинёв                                  | 1947         | ПКРМ   | инженер-механик, генеральный директор сельскохозяйственной фирмы «Anina»                                                  |
| 9  | Пётр Силивестру     | с. Большие Котюжены, Шолданештский район | 1947         | ПКРМ   | агроном-овощевод, председатель аграрного предприятия «Grădiniţa Verde»                                                    |
| 10 | Иосиф Кетрару       | Чимишлия                                 | 1945         | ПКРМ   | зоотехник, председатель правления компании «Vivias»                                                                       |
| 11 | Анатолий Стынгач    | с. Тринка, Единецкий район               | 1953         | ПКРМ   | зооинженер, председатель сельскохозяйственной фирмы «Șofrîncanca» села Шофрынкань                                         |
| 12 | Василий Котунэ      | Кагул                                    | 1954         | ИбДКМ  | агроном, вице-председатель Кагульского районного исполнительного комитета                                                 |
| 13 | Дмитрий Осипов      | Кишинёв                                  | 1954         | ИбДКМ  | инженер-механик, главный инженер Института прикладной физики Академии наук Республики Молдова                             |
| 14 | Виктор Жосул        | Кишинёв                                  | 1953         | ИбДКМ  | театролог, политолог, начальник отдела анализа и программ Партии возрождения и согласия Молдовы                           |
| 15 | Георгий Стрэйстяну  | Кишинёв                                  | 1954         | ПДСМ   | юрист, генеральный директор Ассоциации «Catalan»                                                                          |
| 16 | Анатолий Дубровский | Кишинёв                                  | 1953         | ПДСМ   | историк, доктор исторических наук, доцент Государственного университета медицины и фармакологии имени Николая Тестемицану |
| 17 | Григорий Маноле     | Сынжерей                                 | 1961         | ПДСМ   | историк, школьный инспектор Сынжерейского районного управлении образования                                                |

## Изменение партийной принадлежности
- Юрий Рошка, Сергей Буркэ, Ион Нягу, Иван Дедю, Алла Мындыкану, Евгений Гырлэ, Влад Кубряков, Алеку Реницэ[рум.], Александр Лазэр, Михай Чорич, Штефан Секэряну, Дмитрий Осипов: ИбДКМ → неприсоединившиеся
- Валерий Муравский, Елена Бурка, Григорий Еремей, Валерий Плешка, Ион Морей[рум.], Дмитрий Пулбере, Валерий Табунщик: ИбДПМ → неприсоединившиеся
- Георгий Стрэйстяну, Анатолий Дубровский: ПДСМ → неприсоединившиеся